# Hansgeorg Bräutigam
Hansgeorg Bräutigam (* 3. Mai 1937 in Berlin) ist ein deutscher Jurist, Autor und Richter a. D.

## Leben
Bräutigam studierte Jura an der Freien Universität Berlin. Nach Stationen als Amtsrichter und ab 1964 in einer Jugendstrafkammer am Landgericht wurde er Pressereferent der Berliner Justizverwaltung unter den Senatoren Hans-Günter Hoppe und Horst Korber. 1977 wurde er Ermittlungsrichter an einem Kammergericht.
Von 1979 bis 2002 war Bräutigam Vorsitzender Richter einer Kammer am Landgericht Berlin. Bekanntheit erlangte er insbesondere als unglücklich agierender Vorsitzender des Prozesses gegen Erich Honecker u. a., aus dem er nach einem Befangenheitsantrag ausschied.
Unter dem Pseudonym Georg Riedel verfasste Bräutigam jahrelang Kolumnen für die Berliner Morgenpost.